# Paul Gillmor
Paul Eugene Gillmor, född 1 februari 1939 i Tiffin, Ohio, död omkring 5 september 2007 i Arlington County, Virginia, var en amerikansk republikansk politiker. Han representerade delstaten Ohios femte distrikt i USA:s representanthus från 1989 fram till sin död.
Gillmor avlade 1961 grundexamen vid Ohio Wesleyan University. Han avlade sedan 1964 juristexamen vid University of Michigan. Han tjänstgjorde 1965-1966 i USA:s armé och befordrades till kapten. Han var ledamot av delstatens senat 1967-1988.
Kongressledamoten Del Latta kandiderade inte till omval i kongressvalet 1988. Han stödde sonen Bob Latta i republikanernas primärval. Trots faderns stöd besegrade Gillmor Bob Latta mycket knappt i primärvalet. Han vann sedan själva kongressvalet och efterträdde Del Latta som kongressledamot i januari 1989. Gillmor omvaldes nio gånger.
Gillmor hittades död den 5 september 2007. Enligt polisundersökningen hade han omkommit efter fall i en trappa, vilket konstaterades ha varit en  olyckshändelse. Han efterträddes i representanthuset av Bob Latta.
Gillmor var metodist och frimurare. Hans grav finns på Pleasant Union Cemetery i Seneca County, Ohio.